# Karlovo Peak
Karlovo Peak är en bergstopp i Antarktis. Den ligger i Sydshetlandsöarna. Argentina, Chile och Storbritannien gör anspråk på området. Toppen på Karlovo Peak är 112 meter över havet.
Terrängen runt Karlovo Peak är kuperad. Havet är nära Karlovo Peak österut. Trakten är glest befolkad. Närmaste befolkade plats är Maldonado Station, 19,3 kilometer norr om Karlovo Peak. 